# Marocká fotbalová reprezentace
Marocká fotbalová reprezentace reprezentuje Maroko na mezinárodních fotbalových akcích, jako je mistrovství světa nebo Africký pohár národů.
Maroko na Mistrovství světa ve fotbale 2022 jako první africká reprezentace postoupila do semifinále.

## Mistrovství světa
Seznam zápasů marocké fotbalové reprezentace na MS
| Rok    | Účast                                           | Soupisky |
| ------ | ----------------------------------------------- | -------- |
| 1958   | Bez účasti                                      |          |
| 1962   | Nepostoupili z kvalifikace                      |          |
| 1966   | Vzdali                                          |          |
| 1970   | nepostoupili ze skupiny                         | Soupiska |
| 1974   | Nepostoupili z kvalifikace                      |          |
| 1978   | Nepostoupili z kvalifikace                      |          |
| 1982   | Nepostoupili z kvalifikace                      |          |
| 1986   | V osmifinále vyřazeni SRN                       | Soupiska |
| 1990   | Nepostoupili z kvalifikace                      |          |
| 1994   | nepostoupili ze skupiny                         | Soupiska |
| 1998   | nepostoupili ze skupiny                         | Soupiska |
| 2002   | Nepostoupili z kvalifikace                      |          |
| 2006   | Nepostoupili z kvalifikace                      |          |
| 2010   | Nepostoupili z kvalifikace                      |          |
| 2014   | Nepostoupili z kvalifikace                      |          |
| 2018   | nepostoupili ze skupiny                         | Soupiska |
| 2022   | Prohra v zápase o bronz s Chorvatskem           | Soupiska |
| Celkem | Účast – 6× Zlato – 0×, Stříbro – 0×, Bronz – 0× |          |